# Liste der Biografien/Bar
Liste der Biografien |
Portal Biografien |
Personensuche
# |
A |
B |
C |
D |
E |
F |
G |
H |
I |
J |
K |
L |
M |
N |
O |
P |
Q |
R |
S |
T |
U |
V |
W |
X |
Y |
Z |
?
 
Ba |
Be |
Bd |
Bg |
Bh |
Bi |
Bj |
Bl |
Bm |
Bn |
Bo |
Br |
Bs |
Bu |
Bw |
By |
Bz
 
Baa |
Bab |
Bac |
Bad |
Bae |
Baf |
Bag |
Bah |
Bai |
Baj |
Bak |
Bal |
Bam |
Ban |
Bao |
Bap |
Baq |
Bar |
Bas |
Bat |
Bau |
Bav |
Baw |
Bax–Baz
 
Bara |
Barb |
Barc |
Bard |
Bare |
Barf |
Barg |
Barh |
Bari |
Barj |
Bark |
Barl |
Barm |
Barn |
Baro |
Barp |
Barq |
Barr |
Bars |
Bart |
Baru |
Barv |
Barw |
Bary |
Barz
Die Liste der Biografien führt alle Personen auf, die in der deutschsprachigen Wikipedia einen Artikel haben. Dieses ist eine Teilliste mit 133 Einträgen von Personen, deren Namen mit den Buchstaben „Bar“ beginnt.

## Bar
- Bar Jehuda, Jisra’el (1895–1965), israelischer Politiker, Minister und Knesset-Abgeordneter
- Bar Kochba († 135), jüdischer Militärführer
- Bar Menachem, Abraham (1912–2017), israelischer Jurist und Politiker
- Bar Qappara, jüdischer Gelehrter
- Bar Zohar, Yael (* 1980), israelische Fernsehmoderatorin und Schauspielerin
- Bar, Adam (1895–1955), polnischer Literaturhistoriker, Bibliograph und Bibliothekar
- Bär, Alwin (1941–2000), niederländischer Pianist
- Bar, André (1935–2024), belgischer Radrennfahrer
- Bär, Andreas (* 1965), deutscher Saxophonist und Komponist
- Bär, Anke (* 1977), deutsche Illustratorin, Autorin und Kulturwissenschaftlerin
- Bar, Arad (* 2000), israelischer Fußballspieler
- Bär, Artur (1884–1972), deutscher Maler, Gebrauchsgrafiker, Radierer und Illustrator
- Bär, Barbara (* 1957), Schweizer Politikerin
- Bär, Carina (* 1990), deutsche RuderinCarina Bär (* 1990)

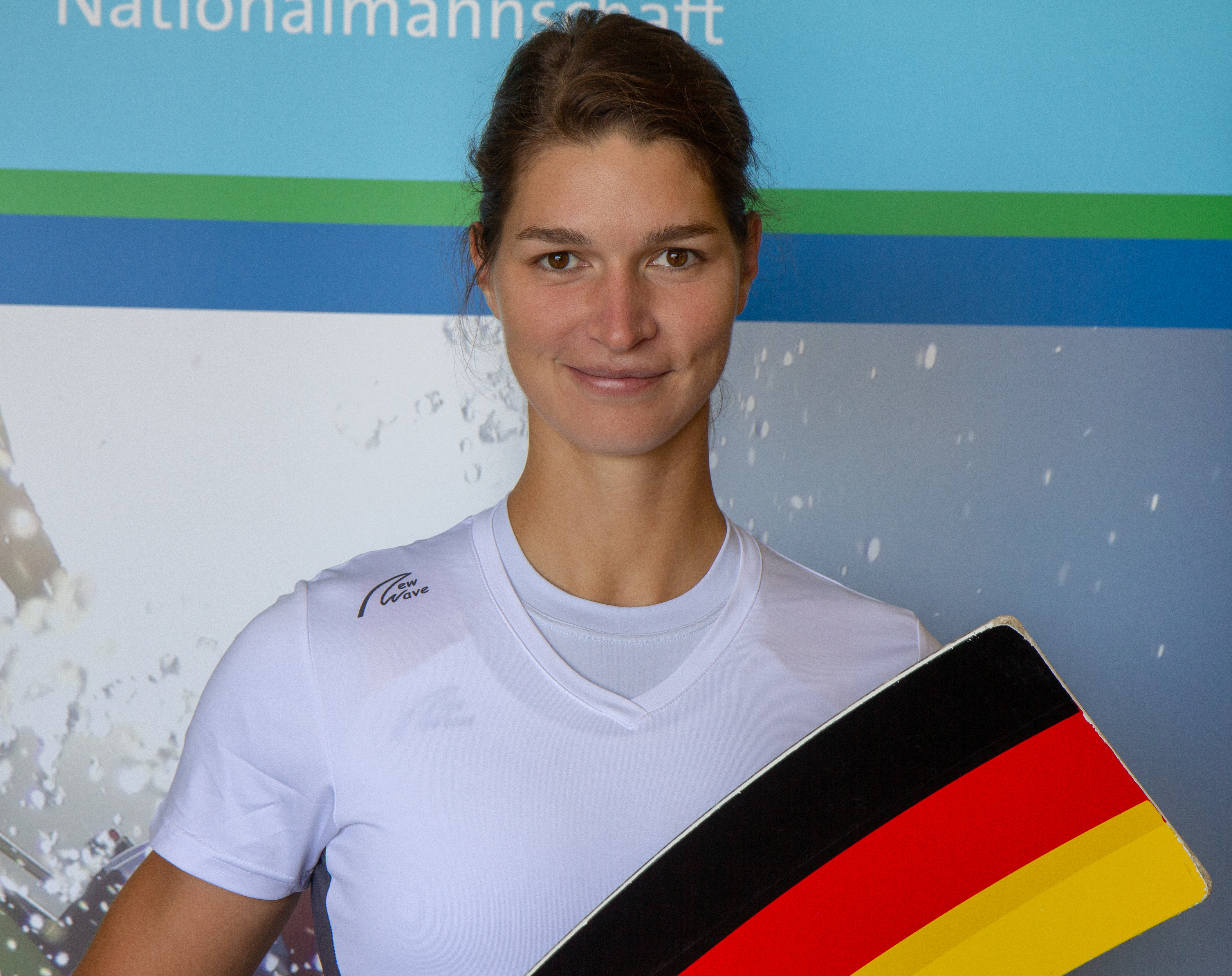
Carina Bär (* 1990)

- Bar, Carl Ludwig von (1836–1913), deutscher Straf- und Völkerrechtslehrer und Politiker, MdR
- Bär, Christian (* 1962), deutscher Mathematiker
- Bar, Christian von (* 1952), deutscher Jurist und Hochschullehrer
- Bär, Claudia (1980–2015), deutsche Kanutin
- Bär, Curt (1901–1981), deutscher Lehrer und Widerstandskämpfer
- Bär, Dieter (* 1939), deutscher Volleyball-Trainer
- Bär, Dietmar (* 1961), deutscher Schauspieler sowie Synchron- und Hörbuchsprecher
- Bär, Dorothee (* 1978), deutsche Politikerin (CSU), MdB, BundesforschungsministerinDorothee Bär (* 1978)

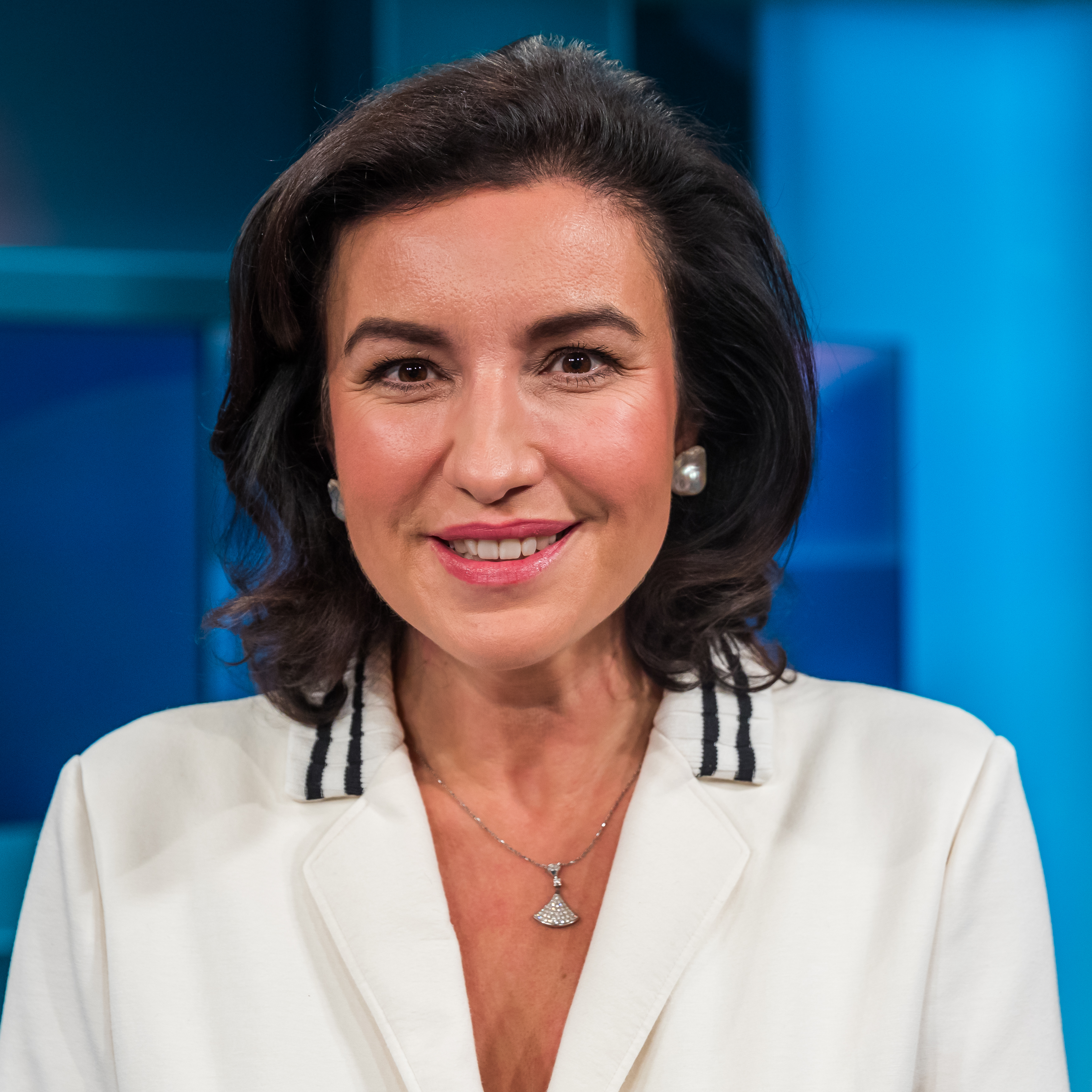
Dorothee Bär (* 1978)

- Bär, Edi (1913–2008), Schweizer Kapellmeister, Komponist, Klarinetten- und Saxophonspieler
- Bär, Emil (1859–1932), Schweizer Lehrer und Historiker
- Bär, Erich (1905–1981), deutscher Elektroingenieur und Amateurastronom
- Bär, Erich (1916–2005), deutscher Oberstleutnant im Ministerium für Staatssicherheit (MfS) der DDR
- Bar, Erich (* 1950), deutscher Schauspieler
- Bär, Ernst (1919–1985), österreichischer Journalist und erster Leiter der Bregenzer Festspiele
- Bär, Erwin (* 1921), deutscher DBD-Funktionär, MdV, Bezirksvorsitzender der DBD Gera
- Bar, Francis (1907–1984), französischer Romanist
- Bär, Friedrich (1908–1992), österreichisch-deutscher Chemiker, Mediziner und Hochschullehrer
- Bar, Georg Ludwig von (1701–1767), deutscher Domherr, Schriftsteller und Übersetzer
- Bär, Gert (* 1946), deutscher Mathematiker
- Bär, Gisela (1920–1991), deutsche Bildhauerin
- Bär, Gottfried (* 1952), österreichischer Tischtennisspieler
- Bär, Günter (* 1935), deutscher Fußballtorhüter
- Bär, Hans († 1515), Basler Ratsherr und Unternehmer
- Bär, Hans, deutscher Maler des Manierismus
- Bär, Hans der Ältere († 1502), Basler Kaufmann und Wechsler
- Bär, Hans J. (1927–2011), Schweizer Bankier
- Bär, Harald (1927–1999), deutscher Berufsoffizier
- Bär, Heinrich (1905–1977), deutscher Politiker (NSDAP), MdR
- Bar, Herbord de († 1558), Domdechant in Osnabrück und Domherr in Münster
- Bar, Herbord de (1533–1597), Domherr in Münster und Osnabrück
- Bar, Herbord Sigismund Ludwig von (1765–1844), deutscher Jurist, Beamter und Abgeordneter
- Bär, Hermann (1742–1814), deutscher Zisterzienser und Historiker
- Bär, Holger (* 1962), deutscher Maler
- Bär, Hubert (1942–2015), deutscher Autor
- Bar, Jacques (1921–2009), französischer Filmproduzent
- Bär, Joachim (* 1941), deutscher Leichtathlet
- Bär, Jochen A. (* 1967), deutscher Germanist (Linguist)
- Bär, Jodok (1825–1897), österreichischer Arzt, Autor und Heimatforscher
- Bär, Johan (1620–1688), schwedischer Admiral
- Bär, Johann (1855–1936), deutscher Politiker
- Bär, Johannes (* 1983), österreichischer Jazz- und Unterhaltungsmusiker
- Bär, Jörg (* 1956), deutscher Fußballspieler
- Bar, Juan (* 1987), argentinischer Handballspieler
- Bar, Julie (1868–1930), Schweizer Art-brut-Malerin
- Bär, Julius (1857–1922), deutsch-schweizerischer Bankier
- Bär, Jürgen (* 1968), deutscher Vorderasiatischer Archäologe
- Bar, Kalman (* 1957), aschkenasischer Oberrabbiner
- Bär, Karl (1874–1952), österreichisch-italienischer Arzt, Autor, Gemeinderat und Vizebürgermeister von Meran
- Bär, Karl (1880–1968), deutscher Geistlicher
- Bär, Karl (1901–1946), deutscher Agrarwissenschaftler
- Bär, Karl (* 1985), deutscher Politiker (Grüne)Karl Bär (* 1985)

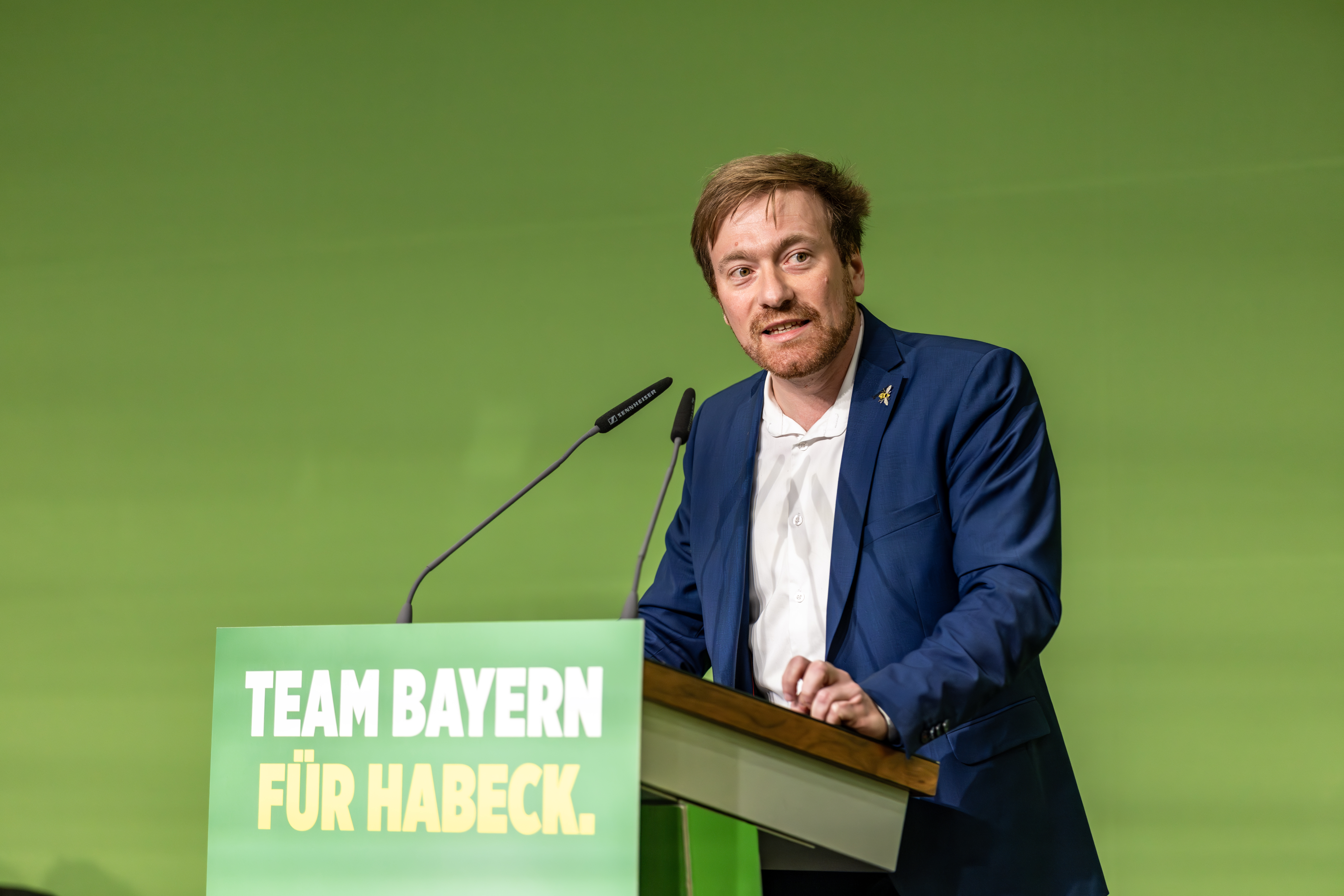
Karl Bär (* 1985)

- Bär, Karoline (* 1984), deutsche Schauspielerin
- Bär, Ludwig (1479–1554), Schweizer katholischer Theologe und Humanist
- Bär, Ludwig (1844–1900), deutscher Geiger, Opernsänger, Konzertmeister und Gesangspädagoge
- Bar, Ludwig von (1886–1928), deutscher Verwaltungsjurist und Landrat
- Bär, Manfred (* 1962), deutscher Fußballspieler
- Bär, Marcel (* 1992), deutscher Fußballspieler
- Bär, Martina (* 1976), deutsche katholische Theologin und Hochschullehrerin
- Bär, Matthäus (* 1989), österreichischer Songwriter und Autor
- Bär, Max (1855–1928), deutscher Philologe, Archivar und Historiker
- Bär, Max (1903–1944), österreichischer Widerstandskämpfer
- Bar, Mechtilde de (1614–1698), Gründerin der Benediktinerinnen vom Heiligsten Sakrament
- Bär, Michael (* 1988), Schweizer Radrennfahrer
- Bär, Michael Ernst (1855–1923), deutscher Unternehmer, Kaufmann und freisinniger Politiker, MdL (Königreich Sachsen)
- Bar, Nelli (1904–2001), deutsche Bildhauerin
- Bar, Noma (* 1973), israelischer Grafikdesigner, Illustrator und Künstler
- Bär, Olaf (* 1957), deutscher Sänger (Bariton)
- Bär, Oliver (* 1977), deutscher Kommunalpolitiker (CSU)Oliver Bär (* 1977)

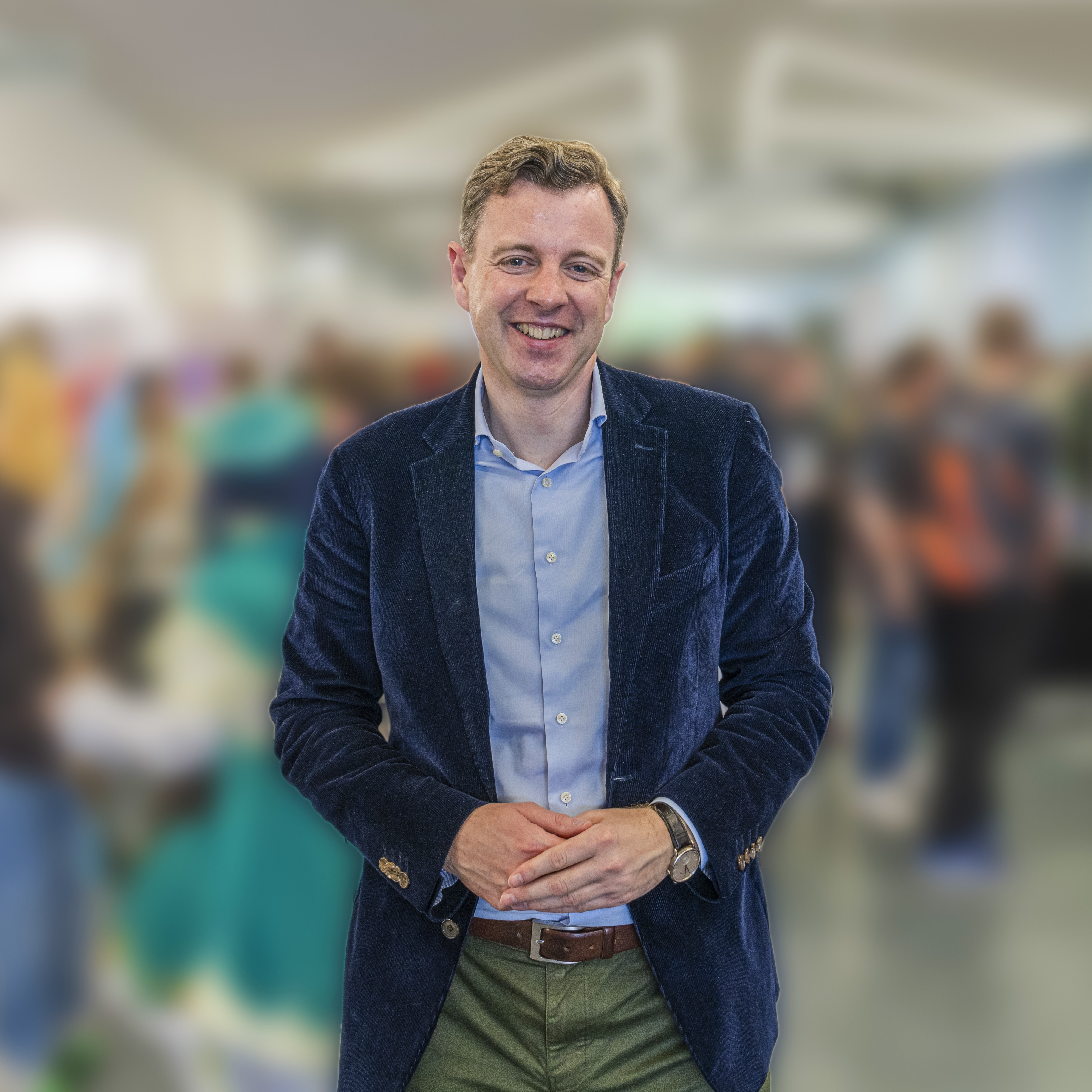
Oliver Bär (* 1977)

- Bär, Orlando (* 1990), schweizerischer Basketballtrainer
- Bär, Oskar-Heinrich (1913–1957), deutscher LuftwaffenoffizierOskar-Heinrich Bär (1913–1957)

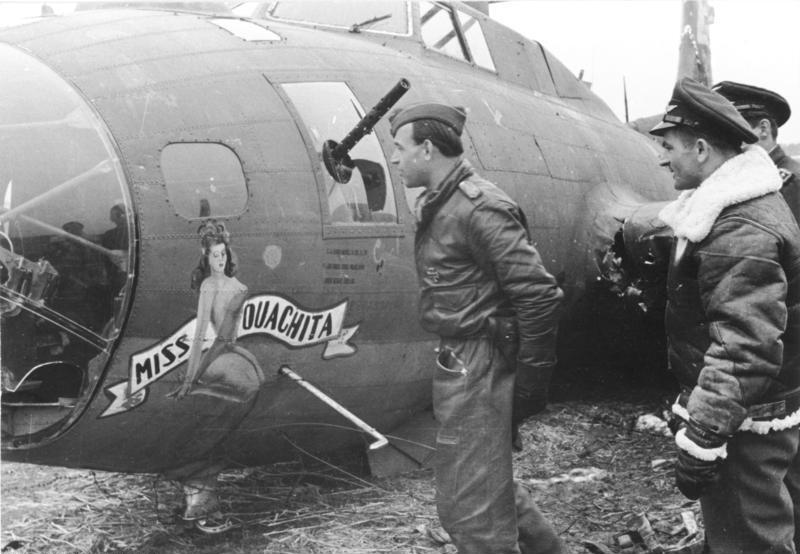
Oskar-Heinrich Bär (1913–1957)

- Bär, Oswald (1482–1567), Mediziner, Hochschullehrer und Stadtarzt
- Bär, Patrick (* 1980), deutscher Basketballtrainer
- Bar, Paul (1853–1945), französischer Mediziner und Hochschullehrer
- Bär, Philippe (1928–2025), niederländischer Ordensgeistlicher, römisch-katholischer Bischof von Rotterdam
- Bar, Rainald von († 1316), Bischof von Metz
- Bär, Rainer (1939–2022), deutscher Filmregisseur und Drehbuchautor
- Bär, Raymond J. (* 1959), Schweizer Bankmanager
- Bär, Richard (1892–1940), Schweizer Physiker und Bankier
- Bär, Robert (* 1964), deutscher Musikpädagoge an der Deutschen Schule Helsinki und Träger des Bundesverdienstkreuzes am Bande
- Bär, Romy (* 1987), deutsche Basketballnationalspielerin
- Bar, Ronen (* 1965), israelischer Geheimdienstler
- Bär, Rosmarie (* 1947), Schweizer Politikerin (Grüne)
- Bär, Salomon (1870–1940), deutscher Arzt und Schriftsteller (Aphoristiker)
- Bar, Sendi (* 1976), israelisches Model und Schauspielerin
- Bar, Shmuel (* 1954), israelischer Diplomat, Mitarbeiter des Geheimdienstes und Historiker
- Bar, Shraga (* 1948), israelischer Fußballspieler
- Bär, Simone (1965–2023), deutsche CastingdirektorinSimone Bär (1965–2023)

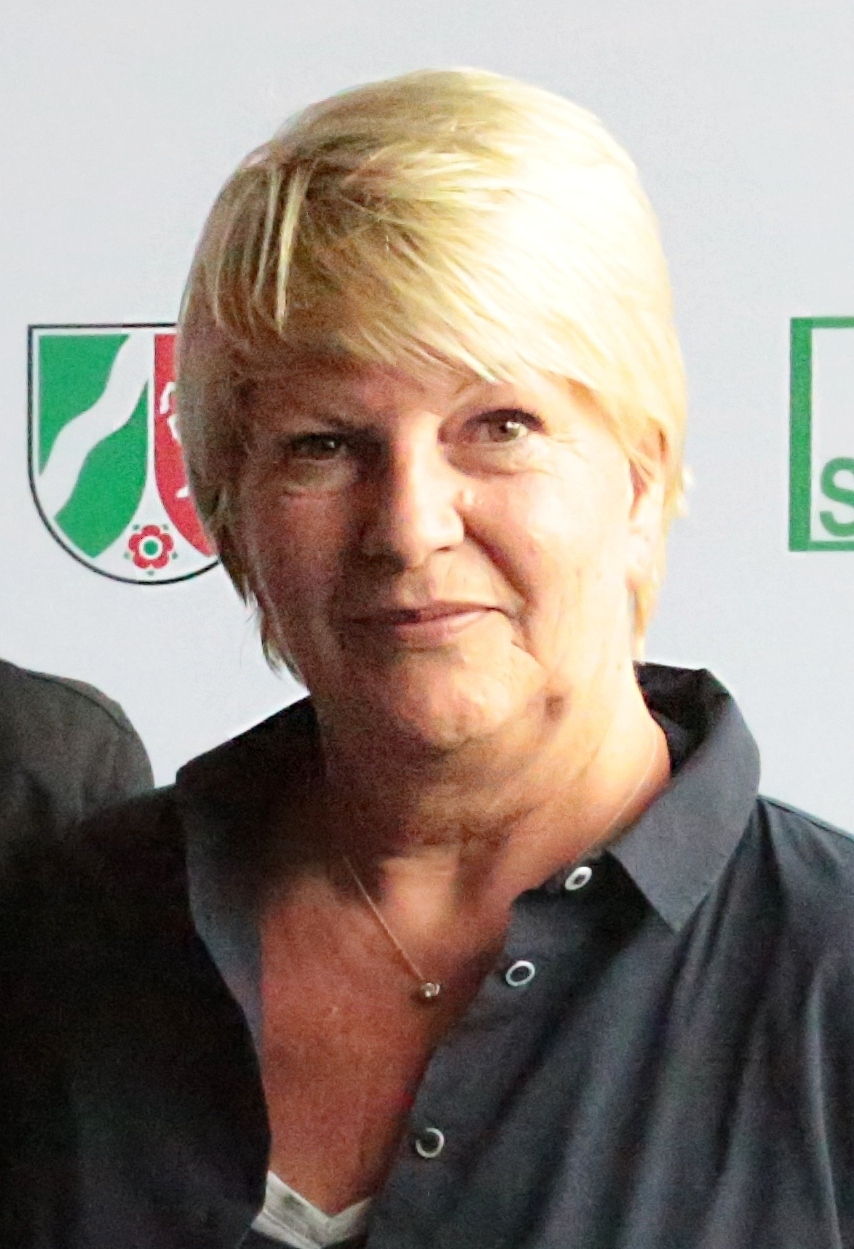
Simone Bär (1965–2023)

- Bär, Stefan (* 1963), deutscher Kommunalpolitiker; Landrat des Landkreises Tuttlingen
- Bar, Stefan Michael (* 1976), deutscher Rechtsextremist
- Bar, Stefano (* 1990), italienischer Alpin- und Geschwindigkeitsskifahrer
- Bar, Theobald von († 1312), Bischof von Lüttich
- Bar, Tomer (* 1969), israelischer General
- Bär, Walter (* 1946), Schweizer Mediziner
- Bär, Wolfgang (* 1960), deutscher Richter am Bundesgerichtshof
- Bar, Yehiel (* 1975), israelischer Politiker
- Bar-Adon, Dorothy (1907–1950), israelische Journalistin
- Bar-Am, Micha (* 1930), israelischer Fotograf
- Bar-Efrat, Schimon (1929–2010), israelischer Bibelwissenschaftler
- Bar-Even, Tomer (* 1992), israelischer Basketballspieler
- Bar-Giora, Naftali (1919–2000), israelischer Verbandsfunktionär und Historiker deutscher jüdischer Friedhöfe
- Bar-Hebraeus, Gregorius (1226–1286), Arzt, Historiker, Gelehrter und Katholikos der Syrisch-Orthodoxen Kirche von Antiochien
- Bar-Hillel, Jehoschua (1915–1975), israelischer Philosoph, Mathematiker und Linguist
- Bar-Ilan, Judit (1958–2019), israelische Informationswissenschaftlerin
- Bar-Ilan, Meir (1880–1949), Führer des religiösen Zionismus
- Bar-Kochva, Bezalel (* 1941), israelischer Historiker und Hochschullehrer
- Bar-Lev, Chaim (1924–1994), israelischer GeneralstabschefChaim Bar-Lev (1924–1994)

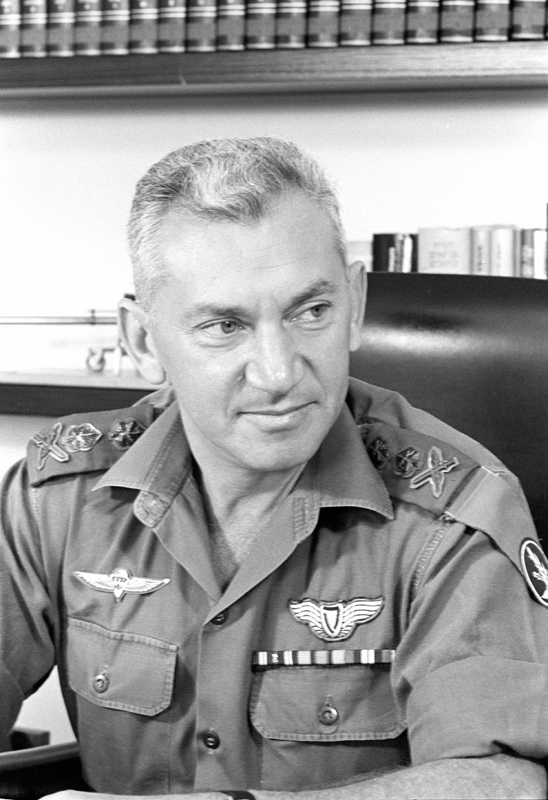
Chaim Bar-Lev (1924–1994)

- Bar-Lev, Omer (* 1953), israelischer Politiker
- Bar-Natan, Dror (* 1966), israelisch-US-amerikanischer Mathematiker
- Bar-Nir, Dov (1911–2000), israelischer Politiker, Journalist und Kolumnist
- Bar-On, Aviva (* 1932), tschechoslowakische Holocaustüberlebende, Konzertsängerin
- Bar-On, Dan (1938–2008), israelischer Autor, Psychologe sowie Holocaust- und Friedensforscher
- Bar-On, Roni (* 1948), israelischer Politiker
- Bar-Or, Nimrod Shapira (* 1989), israelischer Schwimmer
- Bar-Rakib, König von Sam'al
- Bar-Yam, Yaneer (* 1959), US-amerikanischer Physiker, Systemwissenschaftler und Gründungspräsident des New England Complex Systems Institute
- Bar-Yosef, Ofer (1937–2020), israelischer Archäologe, dessen Arbeit ihren Schwerpunkt im Paläolithikum hat
- Bar-Yosef, Yehoshua (1912–1992), israelischer Schriftsteller
- Bar-Zohar, Michael (* 1938), israelischer Historiker, Politiker und Schriftsteller
- Bar-zvi, Ran Chai (* 1989), Theaterregisseur, Bühnen- und Kostümbildner